# Festival du film de Pula 2023
Le Festival du film de Pula 2023, 70e édition du festival, se déroule du 15 au 23 juillet 2023.

## Jury

### Sélection croate
- Tamara Cesarec, réalisatrice
- Nives Ivanković, actrice
- Maja Popović Milojević, productrice
- Tena Štivičić, dramaturge et scénariste
- Snježana Tribuson, réalisatrice

## Sélection

### Sélection croate
- Cricket & Antoinette (Cvrčak i mravica) de Luka Rukavina
- The Diary of Paulina P. (Dnevnik Pauline P.) de Neven Hitrec
- Escort de Lukas Nola
- Carbide (Garbura) de Josip Žuvan
- Hotel Pula de Andrej Korovljev
- Good Times, Bad Times  (Pamtim samo sretne dane) de Nevio Marasović
- Pelican de Filip Heraković
- Only When I Laugh (Samo kad se smijem) de Vanja Juranić
- Seventh Heaven (Sedmo Nebo) de Jasna Nanut
- Safe Place (Sigurno mjesto) de Juraj Lerotić
- Death of the Little Match Girl (Smrt djevojčice sa žigicama) de Goran Kulenović
- Traces (Tragovi) de Dubravka Turić
- Veće od traume de Vedrana Pribačić
- Ship (Brod) de Elvis Lenić

### Coproduction minoritaire croate
- Infinity Pool de Brandon Cronenberg  Canada  Hongrie  Croatie
- The Man Without Guilt de Ivan Gergolet  Slovénie  Italie  Croatie
- Non-Aligned: Scenes from the Labudović de Mila Turajlić  Serbie  France  Croatie  Monténégro
- Have You Seen This Woman? (Da li ste videli ovu ženu?) de Dušan Zorić et Matija Gluščević  Serbie  Croatie
- Mother de Zornitsa Sofia  Bulgarie  Allemagne  Croatie
- L'Homme le plus heureux du monde de Teona Strugar Mitevska  Macédoine du Nord  Belgique  Danemark  Slovénie  Croatie  Bosnie-Herzégovine
- Sea Sparkle de Domien Huyghe  Belgique  Pays-Bas  Croatie

### Popular Pula
- Asteroid City de Wes Anderson  États-Unis
- Barbie de Greta Gerwig  États-Unis
- Visitors from the Arkana Galaxy de Dušan Vukotić  Yougoslavie
- Indigo Crystal de Luka Mihailović  Serbie
- Oppenheimer de Christopher Nolan  États-Unis
- Vers un avenir radieux (Il sol dell'avvenire) de Nanni Moretti  Italie

### Time Machine
- An Event (Događaj) de Vatroslav Mimica  Yougoslavie
- The She-Butterfly (Leptirica) de Đorđe Kadijević  Yougoslavie
- Martin in the Clouds (Martin u oblacima) de Branko Bauer  Yougoslavie
- The Soft Ships de Željko Zorica-Šiš  Croatie
- Us from Prague (Mi iz Praga) de Rajko Grlić  Yougoslavie
- Vesna de František Čáp  Yougoslavie
- The Winter of One Spring de Milan Nikodijević  Croatie
- Neobavezno - Mala Neda de Srđan Karanović  Yougoslavie
- El Shatt: A Blueprint for Utopia de Ivan Ramljak  Croatie

## Palmarès

### Sélection croate
- Grande Arène d'or du meilleur film : Veće od traume de Vedrana Pribačić
- Arène d'or du meilleur réalisateur : Juraj Lerotić pour Safe Place (Sigurno mjesto)
- Arène d'or du meilleur scénario : Luki Rukavini i Roni Žulj pour Cricket & Antoinette (Cvrčak i mravica)
- Arène d'or de la meilleure actrice : Tihana Lazović pour son rôle dans Only When I Laugh (Samo kad se smijem)
- Arène d'or du meilleur acteur : Goran Marković pour son rôle dans Safe Place (Sigurno mjesto)
- Arène d'or de la meilleure photographie : Marko Brdar pour Safe Place (Sigurno mjesto)
- Arène d'or du meilleur montage : Dubravki Turić pour Traces (Tragovi)
- Arène d'or de la révélation : Josip Žuvan pour son rôle dans Carbide (Garbura)
- Arène d'or de la meilleure actrice dans un second rôle : Ivana Roščić pour son rôle dans Carbide (Garbura)
- Arène d'or du  meilleur acteur dans un second rôle : Krešimir Mikić pour son rôle dans Escort
- Arène d'or des meilleurs décors : Ivan Veljača pour Escort
- Arène d'or des meilleurs costumes : Ivana Zozoli Vargović pour The Diary of Paulina P. (Dnevnik Pauline P.)
- Arène d'or de la meilleure musique : Vjeran Šalamon et Coco Mosquito pour Cricket & Antoinette (Cvrčak i mravica)
- Arène d'or des meilleurs effets spéciaux : Pleter pour Carbide (Garbura)
- Arène d'or des meilleurs maquillages : Snježana Gorup pour Traces (Tragovi)
- Arène d'or du meilleur son : Dubravka Premar pour Traces (Tragovi)

### Coproduction minoritaire croate
- Meilleur film : Non-Aligned: Scenes from the Labudović de Mila Turajlić
- Mmilleure actrice : Ksenija Marinković pour son rôle dans Have You Seen This Woman? (Da li ste videli ovu ženu?)
- Prix du jury de la critique : Adnan Omerović pour son rôle dans L'Homme le plus heureux du monde
- Prix spécial du jury : Jelena Kordić Kuret pour son rôle dans L'Homme le plus heureux du monde